# Cordón Esmeralda
Cordón Esmeralda (in Argentinien Cordón Trenque Lauquen) ist ein Gebirgszug an der Orville-Küste des westantarktischen Ellsworthlands. Er erstreckt sich vom Gebiet der Bowman-Halbinsel bis zum Gardner Inlet. Er bildet den südöstlichen Teil der Hutton Mountains.
Chilenische Wissenschaftler benannten ihn nach der Esmeralda, dem Schiff des chilenischen Fregattenkapitäns Arturo Prat im Seegefecht von Iquique vom 21. Mai 1879. Namensgeber der argentinischen Benennung ist offenbar die Stadt Trenque Lauquen in der Provinz Buenos Aires.